# Lista di stazioni radiofoniche in onde lunghe
Segue una Lista di stazioni radiofoniche in onde lunghe divise per area di destinazione e ordine di frequenza. Di ogni stazione radiofonica viene riportata la località e la potenza del trasmettitore (a parità di frequenza). Ultimo aggiornamento al 10 aprile 2023.
| Frequenza (kHz) | Potenza (kW) | Trasmettitore                | Stazione                               | Note |
| --------------- | ------------ | ---------------------------- | -------------------------------------- | --- |
| 153             | 500          | Kenadsa                      | Chaîne 1                               | In frequenza dal 1º dicembre 2021 a bassa potenza |
| 153             | 200          | Brașov                       | Radio Antena Satelor                   | |
| 162             | 800          | Allouis                      | Segnale orario ALS162                  | Utilizzata fino al 2016 da France Inter, viene mantenuta in tensione per irradiare il segnale orario del locale orologio atomico, che costituisce il Temps Légal Français |
| 164             | 250          | Ulaanbaatar                  | MNB Radio 1                            | |
| 171             | 1600         | Nador                        | Médi 1                                 | Potenza attuale 250 kW |
| 189             | 300          | Gufuskalar near Hellissandur | RÚV Rás 1/RÚV Rás 2                    | Spegnimento definitivo settembre 2024 |
| 198             | 2000         | Berkaoui                     | Chaîne 1                               | Al momento inattiva |
| 198             | 500          | Droitwich                    | BBC Radio 4                            | BBC ha comunicato spegnimento impianti OL a far data dal 31 marzo 2024 |
| 198             | 50           | Burghead                     | BBC Radio 4                            | L'emittente è ancora regolarmente in frequenza a seguito di ripensamento BBC                                                                                              |
| 198             | 50           | Westerglen                   | BBC Radio 4                            | |
| 198             | 0.004        | Dartford Tunnel              | BBC Radio 4                            | |
| 207             | 400          | Azilal Demnate               | SNRT Al-Idaa Al-Watania                | Inattiva dal 2017 |
| 207             | 100          | Eiðar near Egilsstaðir       | RÚV Rás 1/RÚV Rás 2                    | Cessata dal 1º marzo 2023 |
| 209             | 40           | Mongolia Choibalsan          | MNB Radio 1                            | |
| 209             | 40           | Mongolia Dalanzadgad         | MNB Radio 1                            | |
| 209             | 40           | Mongolia Olgii               | MNB Radio 1                            | |
| 225             | 1200         | Solec Kujawski               | Polskie Radio Program I/Polskae Radyjo | Potenza diurna 1200 kW, notturna 700 kW |
| 227             | 40           | Altai                        | MNB Radio 1                            | |
| 234             | 1500         | Beidweiler                   | RTL                                    | Potenza diurna 750 kW, notturna 350 kW. Spenta dal 1º gennaio 2023 |
| 243             | 50           | Kalundborg                   | DR P1                                  | Chiusura 31 dicembre 2023 |
| 252             | 750 / 1500   | Tipaza                       | Chaîne 3                               | Potenza diurna 1500 kW, notturna 750 kW |
| 252             | 150          | Clarkstown                   | RTÉ Radio 1                            | Cessazione dal 14 aprile 2023 |
| 270             | 50           | Topolná                      | ČRo Radiožurnál                        | Cessata 31 dicembre 2021 contestualmente alle frequenze in OM 639 kHz, 954 kHz, 1071 kHz e 1332 kHz                                                                       |
| 279             | 150          | Ashgabat                     | TR1 Watan Radio                        | Dal 2018 trasmissioni irregolari a bassa potenza |